# Power Windows
Albums de Rush
Grace Under Pressure
(1984) Hold Your Fire
(1987)
Power Windows est le onzième album studio de Rush, sorti en l'octobre 1985. Noter la participation de grands noms illustres du rock progressif, dont Andy Richards aux claviers, il joua par la suite avec le groupe Strawbs, puis Andrew Pryce Jackman qui a écrit les arrangements et dirigé la chorale, il fut claviériste du groupe The Syn avec Chris Squire et Peter Banks avant qu'ils ne fondent Yes, enfin Anne Dudley, aux arrangements et à la direction de l'orchestre de cordes, qui a participé au groupe Buggles avec Trevor Horn et Geoff Downes, avant de former Art of Noise.

## Liste des titres
| No | Titre             | Durée |
| -- | ----------------- | ----- |
| 1. | The Big Money     | 5:36  |
| 2. | Grand Designs     | 5:05  |
| 3. | Manhattan Project | 5:05  |
| 4. | Marathon          | 6:09  |
| 5. | Territories       | 6:19  |
| 6. | Middletown Dreams | 5:15  |
| 7. | Emotion Detector  | 5:10  |
| 8. | Mystic Rhythms    | 5:54  |

## Personnel
- Geddy Lee : basse, Moog Taurus, synthétiseurs, chant
- Alex Lifeson : Guitares acoustiques et électriques, Moog Taurus
- Neil Peart : Batterie, percussions électroniques

## Personnel additionnel
- Andy Richards : Claviers additionnels, programmation des synthétiseurs
- Jim Burgess : Programmation des synthétiseurs
- Anne Dudley : Arrangements des cordes, direction de l'orchestre
- Andrew Pryce Jackman : Arrangements et direction de la chorale
- La chorale : Chœurs